# 18965 Лезенбі
18965 Лезенбі (18965 Lazenby) — астероїд головного поясу, відкритий 31 серпня 2000 року.
Тіссеранів параметр щодо Юпітера — 3,606.